# Harakovce
Harakovce is een Slowaakse gemeente in de regio Prešov, en maakt deel uit van het district Levoča.
Harakovce telt 69 inwoners.